# 傾向性
傾向性（英：disposition、傾性と訳される場合もある）は、物や人間がある条件下におかれたときに示す性質、あるいは振る舞いのパターンのことである。例えば、金属の展性は打撃が与えられることであらわれるという意味で、一種の傾向性である。
機械のスイッチをオンにすると一定の動きをするという意味で機械の働きも傾向性といえるが、機械のように物理的なメカニズムが複雑である場合には、その働きはむしろ機能と呼ばれる。
G.ライルが『心の概念』において、人間の心的性質を行動主義的に説明する際に用いた概念である。